# Smicropus marginata
Smicropus marginata là một loài bướm đêm trong họ Geometridae.